# Devaluatie
In een economisch systeem met een vaste wisselkoers is een devaluatie een waardedaling van een munt door ingrijpen van de monetaire autoriteiten. 
Tot een devaluatie wordt besloten door de overheid of de centrale bank. Devaluatie is dus niet het gevolg van bijvoorbeeld speculatie. Een waardevermindering die niet door de monetaire autoriteiten wordt vastgesteld, maar door verandering in vraag en aanbod op de valutamarkt, heet depreciatie.
Een voordeel van een devaluatie is dat de eigen producten in het buitenland goedkoper worden. Dit stimuleert de export, en maakt de import duurder. Dit leidt weer tot meer werkgelegenheid en een verbetering van het saldo van de lopende rekening van de betalingsbalans.

## Voorbeelden
Hoewel devaluatie ten opzichte van alle andere munten voorkomt, kan het verschijnsel het best worden geïllustreerd in het geval van slechts één andere munt. Bijvoorbeeld: als eurolanden met hun handel met de Verenigde Staten een tekort hebben, kan worden besloten om de euro 10% te devalueren. Terwijl eerder één euro ongeveer 1,35 Amerikaanse dollar waard geweest kan zijn, leidt een 10% devaluatie tot een waarde van ongeveer 1,20 dollar per euro. Hierdoor worden Amerikaanse producten voor Europa duurder, terwijl Europese producten voor de Amerikanen juist goedkoper worden. Het nettoresultaat van zo'n devaluatie is dat de uitvoer van Europa ertoe neigt te stijgen, terwijl de invoer ertoe neigt te verminderen. Zodoende zal het tekort op de handelsbalans verminderen.
Een bekend historisch voorbeeld van devaluatie is de devaluatie van de gulden van vlak na de Tweede Wereldoorlog. 

## Devaluatie vs. revaluatie
Devaluatie is het tegengestelde van een revaluatie, de stijging van een vaste wisselkoers.